# スウィング・リバイバル
スウィング・リバイバル（Swing revival、レトロ・スウィングやネオ・スウィングとも呼ばれる）は、1989年頃に始まり、1990年代初頭から中期にかけてピークに達した、スウィング・ミュージックに対する新たな関心であった。その音楽は一般的に1930年代と1940年代のスウィング時代のビッグバンドに根ざしていたが、ロカビリー、ブギウギ、ルイ・プリマなどのアーティストたちによるジャンプ・ブルースや、キャブ・キャロウェイの芝居がかった音楽からも大きな影響を受けた。多くのネオ・スウィング・バンドは、スウィング、ジャズ、ジャンプ・ブルースと、ロック、パンク・ロック、スカ、スカ・パンクといった音楽の現代的な融合を実践したり、パンク、スカ、スカ・パンク、オルタナティヴ・ロックといった音楽にルーツを持っていた。

## 略歴
スウィング・リバイバルのルーツは、一般的に1989年にさかのぼる。ロサンゼルスのロイヤル・クラウン・レヴューやビッグ・バッド・ヴードゥー・ダディなど、このシーンで最も著名なグループのいくつかが結成された。サンフランシスコのラベイ・スミス&レッド・ホット・スキレット・リッカーズは、伝統的なスタイルのジャンプ・ブルースやロカビリーを演奏することにこだわりを持っていた。オレゴン州ユージーンのチェリー・ポッピン・ダディーズは、ボーカル・ジャズとブルースの影響を披露した。また、パンク・ロックとスカの要素をスウィングとジャズの音楽に取り入れた。
カリフォルニアはすぐに急成長するネオ・スウィング運動の中心として浮上し、ロサンゼルスのブラウン・ダービーやサンフランシスコのクラブ・デラックスなどのクラブが定期的にスウィング・バンドやジャズ・バンドのライブを主催し、無料のスイング・ダンス・レッスンを提供している。1990年代初頭までに、スウィング・ミュージックは大衆文化に浸透し始め、1993年のドラマ映画『スウィング・キッズ』が注目を集め、1994年のコメディ映画『マスク』にはロイヤル・クラウン・レヴューが画面上にカメオ出演した。この頃までに、レトロ・スウィングは西海岸のルーツとは別に拡大し始め、テキサス（エイト・アンド・ハーフ・スーヴェニアーズ、ラッキー・ストライクス）、ミシガン（アトミック・ファイアボールズ、デラックストーン・ロケッツ）、ノースカロライナ（スクウィーレル・ナット・ジッパーズ）、カナダ（ビッグ・ルード・ジェイク、ジョニー・フェイヴァリット・スウィング・オーケストラ）などの場所でスウィング・バンドが結成されていった。
1996年、ザ・ダービーで撮影されたシーンとビッグ・バッド・ヴードゥー・ダディによる音楽パフォーマンスをフィーチャーした、アメリカのコメディ映画『スウィンガーズ』は、批評的にも商業的にも成功を収め、スウィング・リバイバルをさらに文化の主流へともたらす役割を果たしたとされている。
1997年4月、スクウィーレル・ナット・ジッパーズによる1996年のシングル「Hell」がビルボード・チャートに登場し、事実上、スウィング・リバイバルの最初のヒット曲となった。彼らのアルバム『ホット』は、1997年12月までにRIAAによって100万枚のプラチナ売上を達成することとなる。1997年3月、チェリー・ポッピン・ダディーズはスウィングをコンピレーションしたアルバム『ズート・スーツ・ライオット』をリリースし、1998年8月にプラチナ売上、2000年1月にダブルプラチナ売上を獲得した。1992年に元ストレイ・キャッツのフロントマンであるブライアン・セッツァーによって結成されたブライアン・セッツァー・オーケストラも、1998年のアルバム『ダーティー・ブギ』でダブルプラチナ売上を達成した。収録曲であるルイ・プリマによる1956年の楽曲「Jump, Jive an' Wail」のカバーは、スウィング・リバイバルにおける最高位のシングルとなり、Billboard Hot 100で23位に達し、グラミー賞のデュオまたはボーカル・グループによるベスト・ポップ・パフォーマンスを受賞した。同じ頃、1998年にギャップが「カーキス・スウィング (Khakis Swing)」のコマーシャルでプリマ・バージョンの「Jump, Jive an' Wail」を使用した。ステレオガムによると、特にリバイバルのギャップによるコマーシャリズムは、1990年代のスウィング・リバイバルまたはムーブメントの終わりを意味すると見なされていたが、一般的にネオ・スウィングの例は1990年代以降も生産され続けている。

## 参考
- スウィング (音楽)
- スイング (ダンス)
- エレクトロ・スウィング